# Стыка, Адам
А́дам Сты́ка (пол. Adam Styka; (род. 7 апреля 1890 — 23 сентября 1959, Дойлстаун, штат Пенсильвания, США) — польский художник-ориенталист. Брат Таде Стыки.

## Биография
Родился в семье польского живописца Яна Стыки, который стал его первым учителем и оказал значительное влияние на творчество будущего художника.
Окончив высшую иезуитскую школу — хыровский иезуитский коллегиум, Адам Стыка отправился во Францию и продолжил художественное образование в 1908 — 1912 годах в Париже в Академии Изящных искусств (Académie des Beaux-Arts). Кроме того, прошёл курс обучения в военной школе в Фонтенбло.
Начавшаяся первая мировая война застала художника во Париже. Адам Стыка вступил во французскую армию и отличился в сражениях с противником, за что был награждён орденом «За заслуги» и получил французское гражданство.
Одновременно правительство предоставило ему помощь для осуществления поездки во французские колонии в Северной Африке. Во время этих путешествий, Адам заинтересовался ориентализмом и написал ряд картин, создавая совершенно новый цикл полотен на ближневосточную и ориентальную, в частности, марокканскую тематику. За необыкновенное ощущение атмосферы и колористики горячей Африки, мастерское владение цветом и увлечённость этим направлением живописи Адама Стыку называли «Художником Солнца». Мотивы для своих полотен художник находил во время многочисленных поездок в Марокко, Алжир, Тунис и Египет.
Такую же репутацию имели и его произведения на тему освоения американского Дикого Запада.
Адам Стыка был также мастером пейзажа.
Художник ежегодно выставлял свои работы на выставках не только во Франции, но и в других странах Европы и Америки, где его творчество постоянно отмечалось наградами.
В конце жизни Адам Стыка создал ряд картин на религиозную тему. Многие из этих работ украшают церкви Европы и США.
Галерея художника Адам Стыка в настоящее время находится в аргентинском городе Росарио (провинция Санта-Фе).